# Roman Petrus
Roman Petrus (* 2. června 1978 Praha) je český politik, v letech 2010 až 2014 zastupitel hlavního města Prahy, od listopadu 2014 do listopadu 2018 starosta Městské části Praha 8, bývalý člen ČSSD.

## Životopis
Vystudoval obor knihkupec na Integrované střední škole v pražské Náhorní ulici. Ve svých osmnácti letech (1996) se stal členem České strany sociálně demokratické (ČSSD). Po studiu střední školy působil od roku 1999 v organizaci Kruh sdružení dětí a mládeže České republiky. Následně se mezi roky 2002 a 2003 stal asistentem poslance. Roku 2002 byl poprvé zvolen do zastupitelstva městské části Praha 8 a tento svůj úspěch zopakoval i v dalších volbách v letech 2006, 2010 a 2014. Počínaje rokem 2002 se na dva roky stal radním městské části, v jehož gesci byla kultura. Roku 2004 přešel do regionálního odboru České centrály cestovního ruchu CzechTourism. Po obecních volbách roku 2006 se na čtyři roky stal uvolněným zastupitelem a předsedal kontrolnímu výboru městské části Praha 8. Po dalších komunálních volbách (2010) se dostal i do zastupitelstva hlavního města Prahy a mezi roky 2010 a 2011 se stal uvolněným předsedou bytového výboru. Následně byl dva roky osoba samostatně výdělečně činná a od roku 2013 do roku 2014 zastával pozici uvolněného předsedy výboru pro zdravotnictví, bytovou a sociální politiku.
V obecních volbách konaných roku 2014 se do pětačtyřicetičlenného zastupitelstva městské části Praha 8 dostalo jedenáct kandidátů z ANO 2011, devět z Občanské demokratické strany (ODS), sedm za TOP 09, po pěti z ČSSD a Komunistické strany Čech a Moravy (KSČM) a zbylých osm míst si rovným dílem rozebrali zástupci uskupení „Osmička sobě“ a Strana zelených (SZ). Po volbách se podařilo sestavit menšinovou koalici ANO, ČSSD a SZ disponující 20 hlasy, která se opírala o tichou podporu KSČM, díky čemuž má 25 mandátů. Petrus byl na ustavujícím zastupitelstvu konaném 26. listopadu 2014 zvolen za starostu této městské části. Během volby opustili na protest proti podpoře komunistů opoziční zastupitelé z ODS a TOP 09 zasedací sál.
Ve volbách do Senátu PČR v roce 2018 kandidoval za ČSSD v obvodu č. 23 – Praha 8. Se ziskem 5,48 % hlasů skončil na 6. místě. V roce 2018 obhajoval také pozici zastupitele na kandidátce ČSSD, mandát neobhájil a 14. listopadu 2018 po ustanovujícím zastupitelstvu v zastupitelstvu MČ Praha 8 skončil, když se stal starostou Ondřej Gros z ODS.
V komunálních volbách 2022 se zkoušel do zastupitelstva vrátit na kandidátce Praha bez chaosu, kterou vedl bývalý starosta Prahy 8 za ODS Josef Nosek. Návrat se mu nepovedl, ve volbách toto hnutí nezískalo ani jedno procento hlasů.

## Rodina
Petrus je ženatý a s manželkou vychovává dva syny: Robina a Dominika.